# Gazetta ordinaria da Scuol

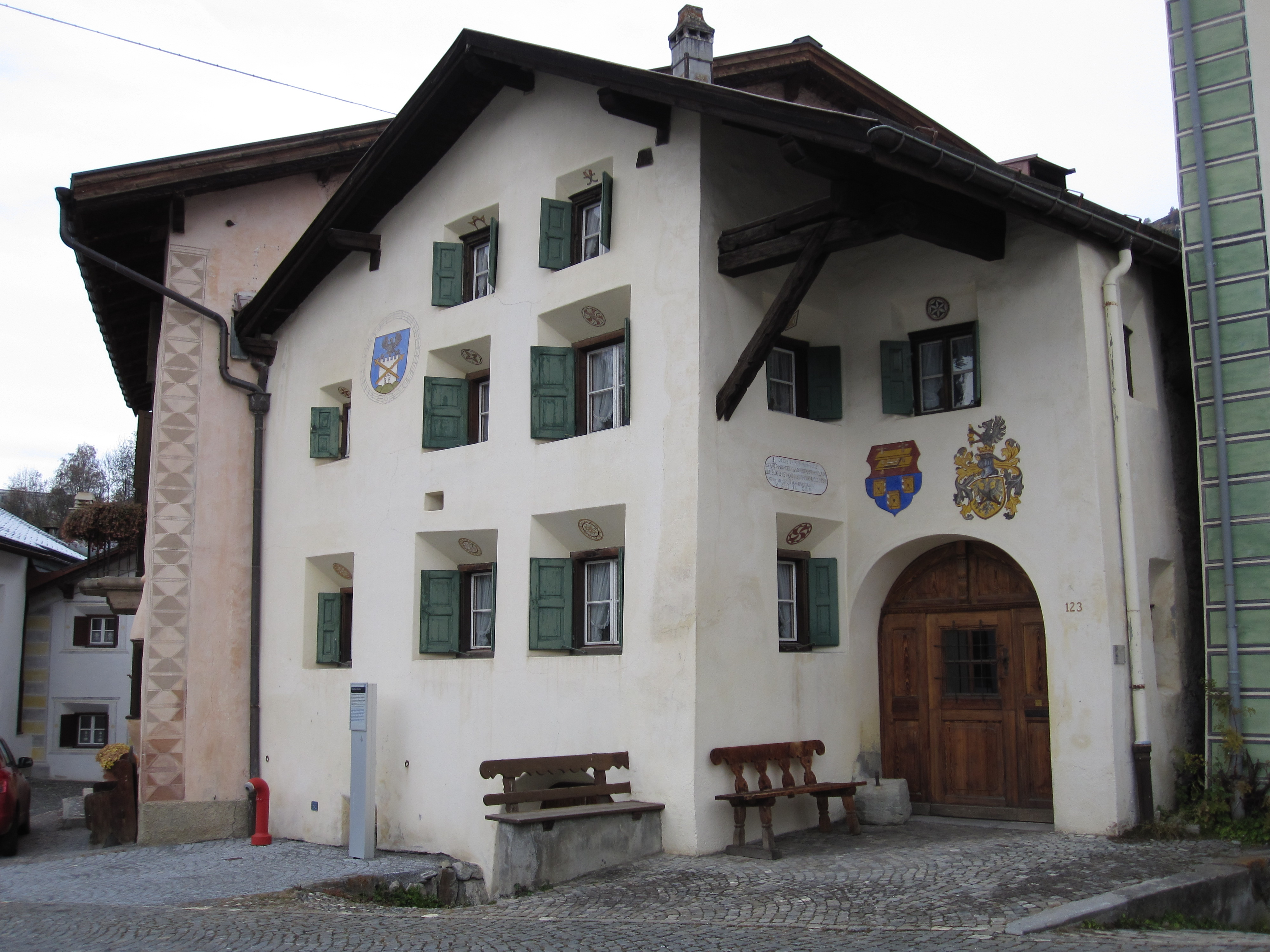
Der Produktionsort der Gazetta ordinaria da Scuol, die damalige Chasa Dorta

Die Gazetta ordinaria da Scuol (rätoromanisch für Gewöhnliche Schulser Zeitung) war die erste bündnerische Zeitung und erschien in rätoromanischer Sprache um das Jahr 1700 bis 1726 in Scuol im Unterengadin, im späteren Schweizer Kanton Graubünden.

## Erscheinungsweise
Als erste bündnerische Zeitung wurde die Gazetta ordinaria da Scuol (Gewöhnliche Schulser Zeitung) von Ludovico Gadina und von Kanzler Joan Marnia in Scuol, in einem unterengadinischen Bergtal (heute Graubünden), um das Jahr 1700 (1699?) bis 1726 in rätoromanischer Sprache herausgegeben. Gedruckt wurde sie in der damaligen Chasa Dorta, der heutigen Chasa Baer-Gaudenz.

## Rezeption
Jacob Candreia bedauerte 1898, dass sich ausser Erwähnungen in zwei Zeitungen des Jahres 1843 keine Spuren der Gazetta ordinaria da Scuol mehr finden liessen und die Zeitung in keinem Verzeichnis rätoromanischer Literatur zu finden sei. Zudem mutmasste er, dass aufgrund der damals abgeschiedenen Lage des Unterengadins ohne regelmässigen Botendienst mit höchstens 6000 Bewohnern – mehrheitlich ohne Schreib- und Lesekompetenz – die Zeitung nicht lange habe bestehen können.
Der Schweizer Historiker Carl Camenisch führte 1908 das Erscheinen der Gazetta ordinaria da Scuol bereits im Jahr 1700 als Beispiel dafür an, dass im Engadin die Bevölkerung im Sprachenstreit zwischen dem Rätoromanischen und dem Italienischen am Rätoromanischen festhalten wollte. Der Aufsatz wurde 1945 nachgedruckt.